# 岡本一広
岡本 一広（おかもと かずひろ、1971年5月24日 - ）は、日本の漫画家。O型。岡山県出身。
1995年、アフタヌーン四季賞春のコンテストにおいて「ドロモン」が四季大賞を受賞し、デビュー。第6回アスキー漫画大賞奨励賞(1997年)、第7回アスキー漫画大賞佳作(1997年)受賞。Webコミック誌『ファミ通コミッククリア』で『彼女のアーマメント』、デジタルコミック誌『電撃コミック ジャパン』で、『めぐる88』を連載。
プラモデル制作にも造詣が深く、フィギュアコミュニティサイト「fg」にて作品の公開も行っている。

## 作品リスト
- オセッカイ先生 - 読み切り、『コミックビーム』1998年5月号掲載
- 凶悪武装メカクラゲ - 読み切り、『コミックフラッパー』2003年1月号掲載
- トランスルーセント〜彼女は半透明〜 - 全5巻、『コミックフラッパー』連載
  - 当初は読み切りでの発表だったが、その後の反響により連載化された。
  - 劇団「シアターシンクタンク万化」が本作をベースにした舞台「トランスルーセント〜彼女とドーナツを」が、2007年2月に公演されている。
- 仏頂面プラネタリウム - 読み切り、『コミックフラッパー』2008年11月号掲載
- ドップをねらえ！ - 読み切り）『ガンダムエース』掲載
- 機動戦士ガンダム ゼロの旧ザク （全2巻、原作：富野由悠季、原案：矢立肇）『ガンダムエース』連載
- 気弱なボクの最強交渉術（全1巻、原案：谷原誠「弁護士が教える 気弱なあなたの交渉術」、脚本：浜名湖アキラ）『コミックファクトリー』連載
- 彼女のアーマメント - 第1巻、Webコミック誌『ファミ通コミッククリア』連載 2010年3月10日 - 2011年4月14日
  - 単行本は第1巻のみで、続刊は発行されていない。
- めぐる88（エイティエイト） - 全3巻、デジタルコミック誌『電撃コミック ジャパン』連載
- ホビーショップのランナさん
  - プラモデル用ディテールアップパーツ専門店「ハイキューパーツ」のホームページで公開されているWeb漫画。
- マンガ・うんちくプラモデル（全1巻、監修：中村公彦) - 描きおろし、2015年3月6日発売
- 機動戦士Vガンダム外伝 オデロ・ヘンリークからの手紙 （第1巻、原作：矢立肇・富野由悠季）『ガンダムエース』連載中 2024年2月号 -
- 他